# Émilie Simon
Émilie Simon (Montpellier, 17 luglio 1978) è una cantautrice francese di musica elettronica.
Si è imposta a livello internazionale grazie alla colonna sonora del film La marcia dei pinguini.

## Biografia
Nata da un padre ingegnere del suono e da una madre musicista, Émilie Simon è cresciuta a Montpellier, sua città natale. Qui ha frequentato il conservatorio avvicinandosi al jazz, al rock e infine alla musica elettronica.

### Debutto discografico
Dopo aver concluso gli studi in musica contemporanea, nel 2003 esordisce con l'album omonimo Émilie Simon vincendo nella categoria Album électronique nella diciannovesima Victoire de la musique nel 2004. Il debutto è prodotto dall'etichetta Barclay.
L'album d'esordio, ricco di campionature e distorsioni, la vede cantare sia in francese che in inglese.

### La marcia dei pinguinied il successo
Il 10 gennaio 2005 viene dato alle stampe il secondo lavoro dell'artista francese, La Marche de l'empereur, colonna sonora del film-documentario del 2004 La marcia dei pinguini. Il medesimo anno, l'album vince nella categoria Bande Originale de Film al premio musicale francese Victoire de la musique. Il disco registra inoltre una nomination per la migliore colonna sonora al Premio César.
Il 6 marzo 2006 viene pubblicato un nuovo disco, Végétal. Come suggerito dal titolo, il disco, orientato verso il mondo vegetale, adopera testi e sonorità ispirate al mondo organico e acquatico. Il lavoro vince nella categoria Album électronique al premio Victoire de la musique del 2007. L'album ha raggiunto la posizione #11 della classifica di vendita francese. Nel dicembre seguente viene distribuita una versione "deluxe" di Vegétal, contenente tracce aggiuntive, remix ed un video relativo ai "making of" dei video e della produzione.
Riconosciuta a livello internazionale in seguito alla pubblicazione di La Marche de l'empereur, la cantante francese approfitta dell'onda mediatica pubblicando una raccolta di brani tratti dell'omonimo disco di debutto e da Végetal, intitolata The Flower Book, con cui raccoglie consensi in Nord America e Europa.
Nel febbraio 2007 esce l'album-DVD live À L'Olympia, registrato durante un concerto tenuto al teatro Olympia di Parigi nel settembre 2006.
Stabilitasi a New York, in seguito alle numerose date del tour internazionale che la vede protagonista per tutto il 2007, la cantante torna in studio di registrazione per lavorare a un nuovo prodotto. The Big Machine, terzo album in studio, vede la pubblicazione in patria il 14 settembre 2009. Il lavoro, registrato a New York, presenta esclusivamente tracce cantate in inglese, salvo rare strofe in lingua francese, e risente di una forte virata verso la più accessibile musica pop. Il singolo apripista è la ballata elettronica Dreamland.

### Anni 2010
Il 5 dicembre 2011 viene pubblicato il quinto disco di Emilie Simon, intitolato Franky Knight. Il disco guadagna il Grand Prix SACEM del 2011. Il singolo apripista è Mon Chevalier (novembre 2011). Molte tracce dell'album sono anche presenti come colonna sonora del film francese  La Délicatesse. Il titolo dell'album (e quindi tutto il lavoro) si riferisce a François Chevallier, compagno della cantante, deceduto nel settembre 2009 (poco prima della pubblicazione di The Big Machine) a causa di complicazioni dovute alla contrazione del virus Influenzavirus A sottotipo H1N1.

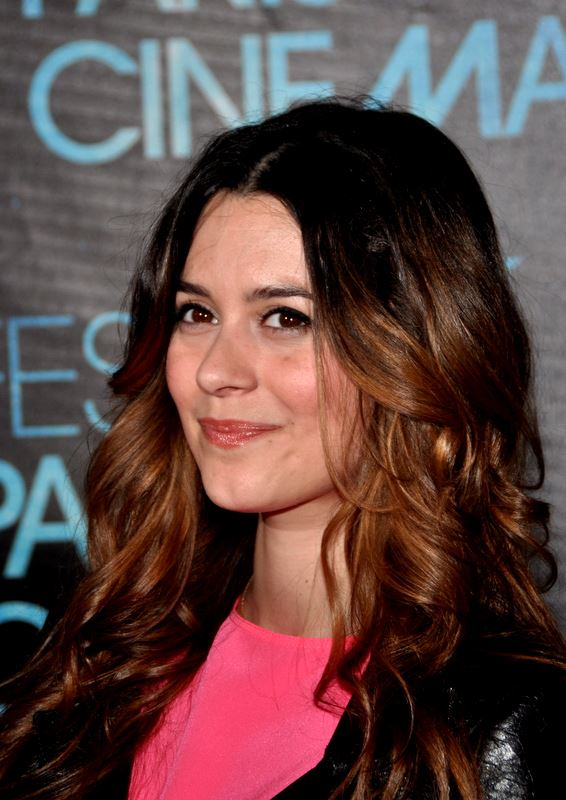
Emilie Simon nel 2012

Nel marzo 2014 pubblica il suo sesto album in studio Mue, etichettato Barclay Records.

## Curiosità
In Italia è conosciuta per il brano Desert, colonna sonora di uno spot televisivo per Breil.

## Discografia

### Album studio
- 2003 - Émilie Simon
- 2005 - La Marche de l'empereur - colonna sonora del film La marcia dei pinguini
- 2006 - Végétal
- 2009 - The Big Machine
- 2011 - Franky Knight
- 2014 - Mue

### Live
- 2007 - À L'Olympia

### Raccolte
- 2006 - The Flower Book

## DVD
- 2007 - L'Olympia